# ヤノベケンジ
ヤノベ ケンジ（漢字：矢延 憲司、1965年 - ）は、日本の現代美術作家。京都芸術大学教授。同大学内のウルトラファクトリーのディレクターを務める。
大阪府茨木市出身。大阪府立春日丘高等学校を経て、1989年京都市立芸術大学美術学部彫刻専攻卒業。英国ロイヤル・カレッジ・オブ・アートに短期留学。1991年京都市立芸術大学大学院美術研究科修了。1994年から3年間ベルリンに活動拠点を置き、現在は大阪府高槻市在住。
フジテレビの元スポーツ部プロデューサー（その後、人事部を経て専務取締役）だった矢延隆生は実兄である。

## 人物・作品

### 幼少期と原体験
「子供時代の記憶や関心」に基づいて、「現代社会と終末の未来を生き抜くためのサバイバル・マシーンである機械彫刻群」を、「妄想の力」によって制作してきたヤノベの根底にある体験は、自宅近くの大阪万博会場跡地で遊んだことという。6歳で茨木市に引っ越してきたときにはすでに万博は終了し、跡地は再利用の計画も曖昧なまま更地工事が続いていた。近未来的なパビリオンの残骸や、巨大ロボット・デメが放置されたお祭り広場で遊んだとき「未来の廃墟」のイメージを見たが、不思議と悲しくはなく、むしろ何もなくなったこの場所から何でも作り出せる、と胸の高鳴りを覚えたという。
少年時代から特撮（特に、怪獣の造形）に夢中で、怪獣のイラストをかいたり造型をしてはSF雑誌『宇宙船』などに投稿していたという。

### デビュー〜1990年代前半
1990年、京都のアートスペース虹で、生理食塩水を入れたタンクの中へ鑑賞者が浸かり瞑想する、体験型作品『タンキング・マシーン』（現・金沢21世紀美術館所蔵）を発表。同作で第一回キリンプラザ大阪コンテンポラリーアワード最優秀作品賞を受賞。その後、1992年水戸芸術館での個展「妄想砦のヤノベケンジ」では美術館へ住み込み、ユーモラスな形でありつつ後の放射能汚染された環境でも生き抜く機能のあるスーツ、サバイバル用の機械一式、それらを収納して移動する車両などを発表。以後「サバイバル」をテーマに終末的な環境下で使用するための機械彫刻シリーズを続け、1994年以降はベルリンへ移住し欧米でも精力的に制作・発表、主に日本のサブカルチャーとの関連でも取り上げられ、注目を浴びた。

### 1990年代後半〜現在
阪神・淡路大震災とオウム事件は、妄想であったものが現実となったことでヤノベに転機を与えた。1990年代後半からは史上最後の遊園地計画、「ルナ・プロジェクト」を構想、その一環として「アトムスーツプロジェクト」を開始した。鉄腕アトムにどことなく似た形のガイガーカウンター付き放射能感知服を着用し、チェルノブイリ原発や周辺の放棄された都市の廃墟、大阪万博跡の万博記念公園、砂漠や海岸などを歩き、子供のころに感じた「未来の廃墟」へもう一度戻るための「時間旅行」を試みた。
開催後三十年を経て朽ちてゆく途中の大阪万博の残存物との出会い、チェルノブイリの激しい放射線量、遊園地・保育園・軍用車などの残骸の「現実の廃墟」のすさまじさ、そこでも生きている人々たちとの遭遇などの体験から帰って、以後テーマを「廃墟からの再生（リバイバル）」に転換してゆく。
チェルノブイリの保育園で見た人形と万博後の廃墟で見たロボットをモチーフにした大型ロボット、子供の命令だけで歌い踊り火を吐く巨大な腹話術人形型ロボットなどが制作されている。2003年、大阪万博の美術館だった国立国際美術館で、集大成的展覧会「メガロマニア」を開催。解体されたエキスポタワーから下ろされた朽ちた展望台の一部を使用し、展望台内で生えていた苔を育てるなどの作品を制作した。
2005年、豊田市美術館で個展「KINDERGARTEN」を開催。ヤノベの5歳の息子の声が登録され子供の命令しか聞かないという、高さ約7.2mのロボット人形「ジャイアント・トらやん」や、ヤノベ自身が乗っていた車と産業廃棄物で作った約3.7mのマンモスロボット、映画を見たりお菓子を食べたりして生き延びる子供用核シェルターという設定の作品「森の映画館」等を公開した。「この展覧会が、子供たちにとって何かのきっかけ作りになればうれしい」と、中日新聞の取材で訪れた子供記者達に語った。
2016年、第29回京都美術文化賞を受賞。

### サン・チャイルド像

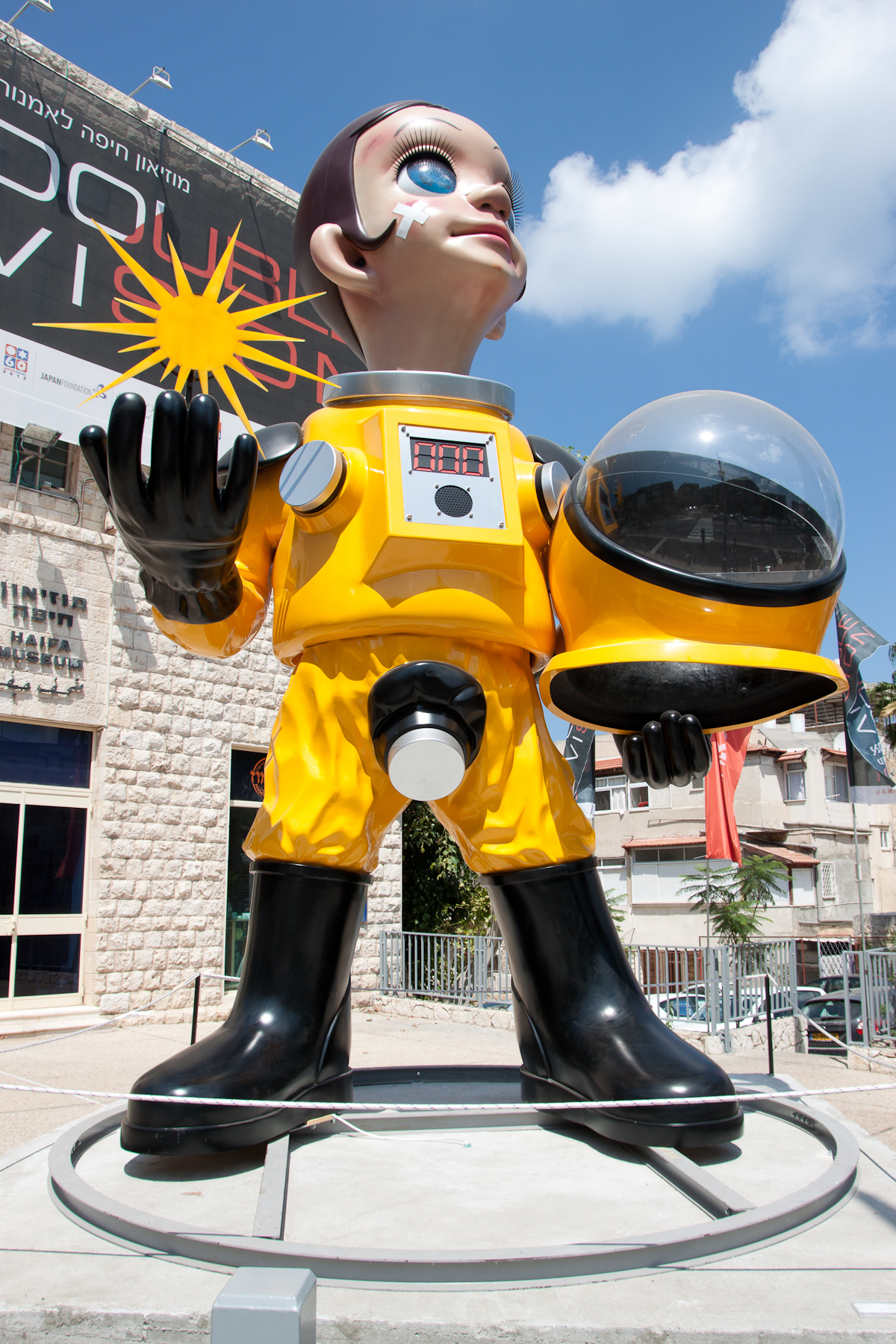
「サン・チャイルド」ハイファ美術館（:en:Haifa Museum of Art）、2012年9月9日。

2011年に発生した東日本大震災と福島第一原子力発電所事故からの復興と再生への願いを託した像で、太陽を右手に持ち防護服を着た子どもがヘルメットを脱いだ姿となっている。モチーフは、チェルノブイリ近くの廃墟となった保育園の壁に描かれていた太陽の絵。2012年以降に数体制作され、世界各地に設置。日本国内では、茨木市南茨木駅前のほか福島市内の教育施設前に設置された。福島市のものは、放射能の風評被害を助長するなどの批判が相次いだため、2018年9月に撤去された。

## 主な展覧会
- 1990年 個展（アートスペース虹、京都）
- 1990年 キリンプラザ大阪コンテンポラリー・アワード'90受賞作品展 （キリンプラザ大阪）
- 1991年 個展「ヤノベケンジの奇妙な生活」（キリンプラザ大阪）
- 1992年 滞在制作「妄想砦のヤノベケンジ」（水戸芸術館、水戸）
- 1992年 グループ展「Anomaly」伊藤ガビン+中原浩大+村上隆+ヤノベケンジ キュレーション：椹木野衣（レントゲン藝術研究所、東京）
- 1992年 グループ展「アートナウ '92」（兵庫県立近代美術館、神戸）
- 1993年 グループ展「2nd北九州ビエンナーレ クロノスの仮面」（北九州市立美術館、北九州）
- 1994年 グループ展「アートラビリンス」（岡山県立美術館、岡山）
- 1994年 個展（アートスペース虹、京都）
- 1994年 グループ展「Platon Höhle」（カール・エルンスト・オストハウス美術館、ハーゲン、ドイツ）
- 1995年 個展（ギャラリー・エマニュエル・ペロタン、パリ／ ギャラリー・イム・パークハウス、ベルリン）
- 1996年 グループ展「Art embodied」（マルセイユ現代美術館、マルセイユ、フランス）
- 1996年 グループ展「ひかる・うごく・おとがする」（和歌山県立近代美術館、和歌山）
- 1997年 グループ展「Japan today」（Louisiana Museum of Modern Art（ルイジアナ近代美術館）、コペンハーゲン、デンマーク／ Kunstnernes Hus（ハウス・オブ・アーティスト）、オスロ、ノルウェー/ Wäinö Aaltonen Museo（ヴァイノ・アールトネン美術館）、トゥルク、フィンランド/ Liljevalchs Konsthall（リリエバルク美術館）、ストックホルム、スウェーデン/ Österreichisches Museum Für Angewandte Kunst（オーストリア応用美術博物館、ウィーン）
- 1997年 個展「Survival System Train and Other Sculpture by Kenji Yanobe」（センター・フォー・ジ・アーツ・イェルバ・ブエナ・ガーデンズ、サンフランシスコ／ ユニヴァーシティ・アート・ミュージアム、サンタバーバラ、USA／ CAN ヌーシャテル・アート・センター、ヌーシャテル、フランス／ アルス・フュートゥラ、チューリッヒ、スイス）
- 1998年 個展（センター・オン・コンテンポラリー・アート、シアトル）
- 1998年 グループ展「どないやねん！：現代日本の想像力」（フランス国立高等美術学校、パリ）
- 1998年 グループ展「テクノセラピー」（大阪中央公会堂、大阪）
- 1998年 個展「ルナ・プロジェクト - 史上最後の遊園地」（キリンアートスペース原宿、東京／ 三菱地所アルティアム、福岡）
- 1998年 個展「史上最後の映画館」（レントゲンクンストラウム、東京）
- 1998年 個展「ルナ・プロジェクト - アンダー・ザ・ホライゾン」（キリンプラザ大阪）
- 1999年 グループ展「共生する／進化するロボット」（NTTインターコミュニケーションセンター、東京）
- 1999年 グループ展「日本ゼロ年」 キュレーション：椹木野衣（水戸芸術館、水戸）
- 2000年 グループ展「ギフト・オブ・ホープ」（東京都現代美術館、東京）
- 2001年 グループ展「ex- 展」カチョー+ヤノベケンジ（SHISEIDO GALLERY、東京）
- 2002年 グループ展「EXPOSE 2002 夢の彼方へ」磯崎新+ヤノベケンジ（KPOキリンプラザ大阪）
- 2003年 個展「MEGALOMANIA」（国立国際美術館、大阪）
- 2004年 グループ展「六本木クロッシング」（森美術館、東京）
- 2004年 滞在制作「子供都市計画」（金沢21世紀美術館、金沢）
- 2005年 グループ展「リトルボーイ 爆発する日本のサブカルチャー・アート」 キュレーション：村上隆（ジャパン・ソサエティー、ニューヨーク）
- 2005年 個展「KINDERGARTEN キンダガルテン」（豊田市美術館、豊田）
- 2007年 個展「トらやんの世界」（霧島アートの森、鹿児島）
- 2007年 とがびアートプロジェクト「トラやんとトガびんの大冒険プロジェクト」　（とがび、長野）
- 2013年 「瀬戸内国際芸術祭」（小豆島、香川）
- 2013年 「あいちトリエンナーレ2013」（愛知県美術館、愛知芸術文化センター、愛知）[5]
- 2016年 個展「ヤノベケンジ　シネマタイズ」（高松市美術館、高松）[6]

## 作品集
- KENJI YANOBE 1969-2005（Seigensha Art Publishing、2005年）ISBN 978-4861520488

## 展示
岡山県の大原美術館では倉敷市本町の旧中国銀行倉敷本町出張所建物に児島虎次郎の作品や児島のコレクションの古代エジプトや西アジアの美術品を展示する新児島館（仮称）を開設する構想がある。この新児島館（仮称）で2021年10月1日からヤノベケンジの作品である「サン・シスター（リバース）」の一般公開が実施されることになった。なお、大原美術館ではコロナ禍の経営悪化による資金不足のため展示ケースなどを調達できず、2021年9月末現在、新児島館（仮称）の正式開館のめどは立っていない。